# Graukogel
Der Graukogel ist ein Berg mit einem 2492 m hohen Gipfel in den Hohen Tauern im österreichischen Bundesland Salzburg. Der Graukogel gehört zur Ankogelgruppe.

## Lage
Über den Grat des Graukogels verläuft in Nord-Süd-Richtung die Grenze zwischen den Katastralgemeinden Badgastein im Westen und Remsach im Osten. Die zerstreuten Häuser am Graukogel gehören verwaltungsmäßig zur Ortschaft Bad Gastein. Südöstlich des Gipfels liegt der Palfner Seekogel (2529 m ü. A.), südwestlich des Gipfels erstreckt sich der Palfner See, durch den der Palfner Bach fließt. Weitere kleine Seen in der Umgebung sind der Windschursee im Südosten und der Reedsee im Osten.
Von Bad Gastein aus dauert die Besteigung des Graukogels circa sechs Stunden. An der Bergstation des Graukogellifts 2 ist die Besteigung mit 1,5 Stunden und Schwer angegeben. Der Weg führt von der Bergstation unter den Seilen des Reichebenlifts hindurch steil über Wiesen oberhalb der Baumgrenze, danach über ein Geröllfeld zu einem Vorgipfel und über einen sehr kurzen Grat, bis man den Gipfelanstieg erreicht.

## Name und Geschichte
Es ist anzunehmen, dass der Name des Berges sich auf die Farbe des Gesteins am Berg und des Geröllfelds davor bezieht, beide sind relativ markant erkennbar.
Eine Erstbesteigung ist nicht dokumentiert, da der Graukogel vergleichsweise leicht von Bad Gastein aus erreicht werden kann. Die erste dokumentierte Nutzung als Skisportstätte stammt aus dem Jahr 1908 und ist ein Skirennen von der Reichebenalm. Die erste Seilbahn am Graukogel wurde 1946 gebaut und verlief ungefähr auf der Strecke des heutigen Graukogelliftes 1.

## Skigebiet
Am Graukogel gibt es ein gleichnamiges Skigebiet, es ist eines von zwei im Ort Bad Gastein. Die Lifte enden ungefähr an der Baumgrenze und somit weit unter dem Gipfel des Graukogels.
Lifte des Skigebiets Graukogel:

 Graukogellift 1

 Graukogellift 2

 Reichebenlift
Im Jahr 1958 fanden am Graukogel die Alpinen Skiweltmeisterschaften und im Jahr 1979 die Österreichischen Alpinen Skimeisterschaften statt.

## Flora and Fauna
Die Baumgrenze verläuft auf einer Höhe von etwas über 2200 m ü. A. Darunter wachsen Lärchen und Zirben. Hier gedeihen auch die Dreiblatt-Binse (Juncus trifidus), die Gämsheide (Loiseleuria procumbens) und die Rauschbeere (Vaccinium uliginosum). Oberhalb der Baumgrenze beginnt die Zone des Krummseggenrasens.
Die Gamswild-Ruhezone Graukogel darf von 1. Dezember bis 31. Mai weder betreten noch befahren werden. Bei einer Erhebung der Vogelarten des Gasteinertals in den 1980er Jahren wurden im Bereich des Graukogels das Alpenschneehuhn (Lagopus muta), das Auerhuhn (Tetrao urogallus), der Waldbaumläufer (Certhia familiaris) und der Zilpzalp (Phylloscopus collybita) als Brutvögel, der Alpensegler (Apus melba) und der Dreizehenspecht (Picoides tridactylus) als wahrscheinliche Brutvögel sowie der Gänsegeier (Gyps fulvus) als Sommergast beobachtet.